# 紫菀木
紫菀木（学名：Asterothamnus alyssoides）为菊科紫菀木属的植物，是中国的特有植物。分布于蒙古以及中国大陆的内蒙古等地，多生在沙质地以及干燥地上。